# 금지역
금지역(Geumji station, 金池驛)은 전북특별자치도 남원시에 위치한 철도역이다.

## 연혁
- 1933년 10월 15일 : 배치간이역으로 영업 개시
- 1980년 10월 2일 : 보통역으로 승격
- 1998년 1월 21일 : 현 역사 신축 완공
- 2005년 9월 30일 : 화물 취급 중지
- 2007년 6월 1일 : 여객 취급 중지
- 2008년 3월 3일 : 무배치간이역으로 격하